# آهن-۵۵
آهن-۵۵ (انگلیسی: Iron-۵۵) یک ایزوتوپ پرتوزا از فلز آهن است که دارای ۲۹ نوترون و ۲۶ پروتون است. نیمه عمر این ایزوتوپ ۲٫۷۳۷ سال است. این ایزوتوپ طی فرایند گیراندازی الکترون به منگنز-۵۵ می‌شود. از این ایزوتوپ می‌توان برای تولید اشعه ایکس بدون نیاز به جریان الکتریکی استفاده کرد که در وسایل قابل حمل که در آن به پرتو ایکس نیاز است، بسیار کاربرد دارد.